# Wegenautoriteit
De Wegenautoriteit is een Surinaamse overheidsinstantie. Ze werd in 1995 opgericht en valt onder het ministerie van Openbare Werken. De autoriteit is verantwoordelijk voor de onderhoud en beheer van de wegen, inclusief de omgeving eromheen, zoals bermen en parkeervakken, en aanverwante zaken, zoals de weging van voertuigen, de bescherming van de kwaliteit van de wegen en advisering van wegaangelegenheden.
In 2007 stelde de Europese Commissie expertise beschikbaar aan de Wegenautoriteit en steunde met een bedrag van drie miljoen euro ten gunste van de opwaardering van de transportsector in Suriname. Het bedrag was bestemd voor de vergroting van de efficiëntie en de subsidie gebeurde in combinatie met een miljoenenrenovatie aan de Nieuwe Haven en de weg en veerverbinding naar Guyana.
In 2013 werd directeur Ramkalup ontslagen vanwege malversaties. Hetzelfde gebeurde ook met directeur Norden in 2018. Hij werd opgevolgd door Graciëlla Jozefzoon.